# Bernard Cornwell
Bernard Cornwell, OBE (født 23. februar 1944 i London) er en britisk forfatter af historiske romaner. Han er bedst kendt for sine romaner om jægersoldaten Richard Sharpe fra Napoleonskrigene, som blev til en række tv-film med Sean Bean i titelrollen. Han har også skrevet Det sidste kongerige, der indgår i Saksernes fortælling-serien, som er blevet brugt som baggrund til tv-serien The Last Kingdom.